# Coreorgonal
Coreorgonal Bishop & Crosby, 1935 è un genere di ragni appartenente alla famiglia Linyphiidae.

## Distribuzione
Le tre specie oggi attribuite a questo genere sono diffuse in USA e Canada.

## Tassonomia
Rimosso dalla sinonimia con il genere Scotinotylus Simon, 1884 a seguito di un lavoro di Crawford del 1988 e contra un analogo studio di Millidge del 1981.
A maggio 2011, si compone di tre specie:
- Coreorgonal bicornis (Emerton, 1923)[3] — USA, Canada
- Coreorgonal monoceros (Keyserling, 1884) — USA
- Coreorgonal petulcus (Millidge, 1981) — USA

### Sinonimi
- Coreorgonal willapa (Chamberlin, 1949); gli esemplari sono stati riconosciuti sinonimi di C. monoceros (Simon, 1884) da uno studio di Millidge del 1981, quando erano ancora nel genere Scotinotylus.